# ふうたまろ
ふうたまろ（1964年 - ）とは、日本の漫画家。主に成人向け漫画を執筆する。一般向け作品を執筆する際のペンネームに森川ひさしなど。comicキャンドール及び漫画サンデー（いずれも実業之日本社刊）を中心に活動している。

## 主な作品
『ふうたまろ』名義
いずれも『comicキャンドール』にて連載、マンサンコミックスで単行本出版されたもの。
- ボクのアダルトヴィーナス（2005年）
- 愛・家族〜ふうたまろセクシー短編集（2006年）
- 煽情的家族（2007年）
- アナよび（2008年）
- となりのアサミさん（2009年）
- ヌードになったら（2010年）
- ヤドカリシスターズ（2012年）
- アヒルのお風呂（2017年、『週刊漫画TIMES』）
- 終末家族計画（2018年、『週刊漫画TIMES』）

『森川ひさし』名義
- チョコレート・ファイター（2010年） - 同名のタイ映画のコミカライズ版。

『森川久志』名義
- 大正柔術物語 KASUMI（1993年　連載）4話　未完。アクションHiP誌掲載 。
- プロが教える！コミック電脳作画術 (2002年)